# Кристиана фон Золмс-Лаубах
Кристиана фон Золмс-Лаубах (на немски: Christiane zu Solms-Laubach; * 23 септември 1607, Лаубах; † 29 ноември 1638, Хайдесхайм) е графиня от Золмс-Лаубах и чрез женитба графиня на Лайнинген-Дагсбург-Хайдесхайм.

## Произход
Тя е дъщеря на граф Алберт Ото I фон Золмс-Лаубах (1576 – 1610) и съпругата му принцеса Анна фон Хесен-Дармщат (1583 – 1631), дъщеря на ландграф Георг I фон Хесен-Дармщат и Магдалена фон Липе. Сестра е на Елеонора (1605 – 1633), омъжена 1627 г. за маркграф Фридрих V фон Баден-Дурлах, Маргарета (1604 – 1648), омъжена през 1623 г. за граф Хайнрих Фолрад фон Щолберг-Вернигероде, и на граф Алберт Ото II фон Золмс-Лаубах (1610 – 1639), женен 1631 г. за Катарина Юлиана фон Ханау-Мюнценберг.

## Фамилия
Кристиана се омъжва на 24 май 1632 г. в Лаубах за граф Емих XIII фон Лайнинген-Дагсбург (* 12 юни 1612, Хайдесхайм; † 1 март 1657, Шпайер), син на граф Йохан Лудвиг фон Лайнинген-Дагсбург-Фалкенбург (1579 – 1625) и Мария Барбара фон Зулц (1588 – 1625), внук на граф Емих XI фон Лайнинген-Дагсбург-Фалкенбург (1540 – 1593). Тя е първата му съпруга. Те имат децата:
- Фридрих Емих (* 7 август 1634; † 1636)
- Георг Вилхелм (* 8 март 1636; † 18 юли 1672), граф на Лайнинген-Дагсбург-Фалкенбург, женен за графиня Анна Елизабет фон Даун-Фалкенщайн (* 1януари 1636; † 4 юни 1685), баща на граф Йохан Карл Август фон Лейнинген-Дагсбург.

След смъртта ѝ Емих се жени втори път на 24 ноември 1641 г. за графиня Доротея фон Валдек-Вилдунген (1617 – 1669).